# Campionat de França de Rugbi Top-14 2021-2022
El Campionat de França de Rugbi Top-14 2021-2022 està organitzat per la Lliga Nacional de Rugbi de França. El vigent campió és l'Stade Toulousain que guanyà el seu vintè Escut de Brennus la temporada passada. S'inicià el 4 de setembre del 2021 i s'acabarà el mes de juny del 2022.

## Fase preliminar
| Clubs                 | BO      | USBB    | CABC    | CO      | ASM     | SR      | LOU     | MHRC    | SP      | USAP    | RCF     | SF      | RCT     | ST      |
| --------------------- | ------- | ------- | ------- | ------- | ------- | ------- | ------- | ------- | ------- | ------- | ------- | ------- | ------- | ------- |
| Biarritz Olympique    |         | 27 – 15 | 37 – 9  |         |         |         | 5 – 40  | 12 – 27 |         |         | 28 – 19 | 17 – 14 |         | 11 – 17 |
| US Bordeaux Bègles    |         |         | 29 – 10 |         | 25 – 9  |         |         | 27 – 23 |         | 39 – 13 |         | 37 – 10 |         | 17 – 7  |
| CA Brive-Corrèze      |         |         |         |         |         | 6 – 8   |         |         | 30 – 13 | 36 – 15 | 12 – 10 | 19 – 12 |         |         |
| Castres Olympique     | 38 – 20 | 23 – 23 | 23 – 22 |         |         |         |         |         | 16 – 12 |         | 25 – 3  |         | 27 – 16 |         |
| Clermont Auvergne     | 39 – 11 |         |         | 30 – 34 |         | 23 – 22 |         |         | 42 – 20 |         | 26 – 17 |         | 31 – 16 |         |
| Stade rochelais       | 59 – 17 | 26 – 3  |         | 29 – 10 |         |         | 26 – 3  |         | 36 – 8  |         |         |         | 39 – 6  | 16 – 20 |
| Lyon OL U             |         | 15 – 20 | 41 – 0  | 30 – 23 | 28 – 19 |         |         |         |         | 47 – 3  |         |         |         | 25 – 19 |
| Montpellier HRC       |         |         | 39 – 17 | 25 – 24 | 20 – 22 | 21 – 11 | 30 – 8  |         |         | 30 – 6  |         |         |         | 15 – 17 |
| Section Paloise       | 33 – 21 | 33 – 37 |         |         |         |         | 21 – 17 | 23 – 22 |         |         |         | 18 – 9  | 16 – 16 |         |
| USA Perpinyà          | 33 – 10 |         |         | 19 – 20 | 26 – 24 | 22 – 13 |         |         | 14 – 29 |         |         | 22 – 23 | 12 – 9  |         |
| Racing Club de France |         | 14 – 37 |         |         |         | 23 – 10 | 24 – 20 | 21 – 32 |         | 17 – 14 |         |         |         | 27 – 18 |
| Stade Français        |         |         |         | 34 – 10 | 13 – 9  | 25 – 20 | 23 – 18 | 27 – 31 |         |         | 21 – 36 |         |         |         |
| Rugby Club Toulonnais | 13 – 9  |         | 22 – 14 |         |         |         | 19 – 13 | 24 – 24 |         |         | 20 – 27 | 38 – 5  |         |         |
| Stade Toulousain      |         |         | 18 – 11 | 41 – 0  | 27 – 15 |         |         |         | 38 – 10 | 37 – 15 |         |         | 41 – 10 |         |